# Bilecik
Bilecik este un oraș din Turcia.